# Kimberly Beck
Pour les articles homonymes, voir Beck.
Kimberley Beck, née le 9 janvier 1956 à Glendale, Californie est une actrice américaine de cinéma et de télévision.

## Biographie
Elle commence sa carrière enfant. Elle apparaît dans plusieurs films, dont Pas de printemps pour Marnie (1964), de Alfred Hitchcock. Tout au long des années 70 et 80, elle joue dans de nombreuses séries télévisées.
En 1984, elle joue dans Vendredi 13 : Chapitre final (1984), puis dans le film de Luc Besson, Le Grand Bleu, en 1987.

### Vie privée
Elle est mariée depuis 1988 avec le producteur de cinéma Jason Clark, avec qui elle a eu deux enfants.

## Filmographie
Sauf indication contraire, les informations mentionnées dans cette section peuvent être confirmées par la base de données cinématographiques IMDb,  présente dans la section « Liens externes ».

### Cinéma
- 1958 : La Dernière Torpille (Torpedo Run) de Joseph Pevney : Dede Doyle (non créditée)
- 1959 : La police fédérale enquête (The FBI Story) de Mervyn LeRoy : Jennie Hardesty à l'âge de 2 ans (non créditée)
- 1963 : Il faut marier papa (The Courtship of Eddie's Father)  de Vincente Minnelli : Une enfant à la fête (non créditée)
- 1964 : Pas de printemps pour Marnie (Marnie) de Alfred Hitchcock : Jessica 'Jessie' Cotton (non créditée)
- 1968 : Les Tiens, les Miens, le Nôtre (Yours, Mine and Ours) de Melville Shavelson : Janette North
- 1976 : Les baskets se déchaînent (en) (Massacre at Central High) de Rene Daalder (en) : Theresa
- 1979 : Les Challengers (Roller Boogie) de Mark L. Lester : Lana
- 1984 : Vendredi 13 : Chapitre final (Friday the 13th: The Final Chapter) de Joseph Zito : Trish Jarvis
- 1987 : L'apprentie domestique (en) (Maid to Order) de Amy Holden Jones : Kim
- 1988 : Le Grand Bleu de Luc Besson : Sally
- 1988 : Nightmare at Noon (en) de Nico Mastorakis : Cheri Griffiths
- 1988 : Le Messager de la mort (Messenger of Death) de J. Lee Thompson : Piety Beecham
- 1988 : Private War (A Private War) de Matthew Heineman : Kim
- 1990 : False Identity (en) de James Keach : Cindy Roger
- 1990 : Schizo (en) (Playroom) de Manny Coto : La secrétaire
- 1991 : Dinosaures (en) (Adventures in Dinosaur City) de Brett Thompson : La chanteuse
- 1992 : Frozen Assets (en)  de George Trumbull Miller : Voix
- 1993 : Killing Zoe de Roger Avary : une cliente
- 1996 : Independance Day de Roland Emmerich : La femme au foyer
- 1999 : The Secret Life of Girls (en) de Holly Goldberg Sloan : Mrs. Buchinsky
- 2009 : Heidi 4 Paws (en) de Holly Goldberg Sloan : Clara / Frau Ragaz (voix)
- 2022 : Victim No More (court métrage) de Bob Heckman : Trish Jarvis-Mahoney

### Télévision

#### Séries télévisées
- 1963 : The Lloyd Bridges Show (en) : Maria (saison 1, épisode 30)
- 1964 : Haute Tension (Kraft Suspense Theatre) : deuxième enfant (saison 2, épisode 3)
- 1965 : Les Monstres (The Munsters) : La petite fille (saison 1, épisode 33)
- 1965-1966 : Peyton Place : Kim Schuster (34 épisodes)
- 1966 : Le Virginien (The Virginian) : Laura Tedler (saison 4, épisode 25)
- 1966 : Jinny de mes rêves (I Dream of Jeannie) : Gina (saison 2, épisode 16)
- 1969 : Au pays des géants (Land of the Giants) : une fille géante (saison 1, épisode 15)
- 1969 : Mes trois fils (My Three Sons) : Susan Crawford (saison 9, épisode 27)
- 1971 : Bonanza : La fille (saison 12, épisode 25)
- 1971 et 1973 : The Brady Bunch : Laura / une fille (saison 3, épisode 12 et saison 5, épisode 7)
- 1974 : Lucas Tanner (en) : Terry Klitsner (saison 1, épisode 1)
- 1975 : Auto-patrouille (Adam-12) : Jo Anne Thompson (saison 7, épisode 24)
- 1975 : Mobile One (en) : Marlène (saison 1, épisode 6)
- 1975 : Westwind (en) : Robin (saison 1, épisode 1 et 13)
- 1976-1977 : Les Héritiers ( Rich Man, Poor Man - Book II) : Diane Porter (15 épisodes)
- 1977 : Huit, ça suffit ( Eight Is Enough) : Nancy Bradford (saison 1, épisode 1)
- 1977 : The Hardy Boys/Nancy Drew Mysteries : Sue (saison 2, épisode 9)
- 1978 : Husbands, Wives & Lovers (en) : Amanda (saison 1, épisode 6)
- 1979 : B.J. and the Bear : Cindy Smith (saison 1, épisode 2)
- 1979 : L'île fantastique (Fantasy Island) : Cindy (saison 2, épisode 23)
- 1979 : Buck Rogers : Alison (saison 1, épisode La Croisière sidérale)
- 1980 : The Misadventures of Sheriff Lobo : Vicky Bowers (saison 1, épisode 12)
- 1980 : Freebie and the Bean (en) : ? (saison 1, épisode 2)
- 1981 : Un certain Monsieur Merlin (Mr Merlin) : Susan (saison 1, épisode 11)
- 1982 : Matt Houston : Laurie Wildcat (saison 1, épisode 6)
- 1982 : Hôpital central : Samantha Livingston (1 épisode)
- 1982-1983 : Capitol : Julie Clegg (25 épisodes)
- 1983 : Webster (en) : Molly (saison 1, épisode 6)
- 1984 : Hooker : Linda Stevens (saison 3, épisode 18)
- 1985 : Rick Hunter : Marlène (saison 1, épisode 15)
- 1985 : That Was the Week That Was (en) : ? (US versions, 1 épisode)
- 1985 : Flics à Hollywood (en) (Hollywood Beat) : ? (saison 1, épisode 9)
- 1986 : Harry Fox, le vieux renard (en) (Crazy Like a Fox) : Stella (saison 2, épisode 20)
- 1986 : Mike Hammer (Mickey Spillane's Mike Hammer) : Lisa Burnett (saison 3, épisode 4)
- 1986-1987 : Dynastie (Dynasty) : Claire Prentice (4 épisodes)
- 1987 : La Loi de Los Angeles (L.A. Law) : Nancy Tritchler (saison 1, épisode 15)
- 1987 : The Law & Harry McGraw (en) : ? (saison 1, épisode 10)
- 1991 : Sons and Daughters (en) : La blonde (saison 1, épisode 4)
- 1991 : Les 100 Vies de Black Jack Savage (Disney presents: The 100 Lives of Black Jack Savage) : Connie (saison 1, épisode 6)
- 1991 : FBI: The Untold Stories (en) : Suzy Emorie (saison 1, épisode 1)
- 1991 : L'As de la crime (The Commish) : Michelle Carver (saison 1, épisode 7)
- 1994 : Ultraman: The Ultimate Hero : Patty Miller (saison 1, épisode 8)

#### Téléfilms
- 1970 : Me and Benjie de Norman Tokar : ?
- 1977 : Murder in Peyton Place (en) de Bruce Kessler et Robert Hartford-Davis (non crédité) : Bonnie Buehler
- 1978 : Zuma Beach (en) de Lee H. Katzin: Cathy
- 1979 : Starting Fresh de Bob Claver : Stephanie Harvey
- 1980 : Scalpels de John Tracy : Infirmière Connie Primble
- 1985 : Deadly Intentions (en) de Noel Black : Sally Raynor
- 1992 : L'Assassin au fond des bois (In the Deep Woods) de Charles Correll : Margot
- 1993 : Basic Values: Sex, Shock & Censorship in the 90's de David Jablin : Marsha Miller
- 2004 : Tangled Up in Blue de Holly Goldberg Sloan : Elle-même